# Fischbach bei Dahn
Fischbach bei Dahn ist eine Ortsgemeinde im Landkreis Südwestpfalz in Rheinland-Pfalz. Sie gehört der Verbandsgemeinde Dahner Felsenland an, die ihren Verwaltungssitz in der Stadt Dahn hat; gemessen an der Fläche von etwa 33 km² ist Fischbach die zweit- und gemessen an der Einwohnerzahl die drittgrößte Ortsgemeinde in der Verbandsgemeinde.
Fischbach ist ein staatlich anerkannter Erholungsort sowie Grenzort zu Frankreich.
Der Ort wurde erstmals 1196 urkundlich erwähnt und war im Laufe seiner Geschichte Teil verschiedener Herrschaftsgebiete. Fischbach spielte eine Rolle in der Französischen Revolution und war mehrfach von kriegerischen Auseinandersetzungen betroffen. Heute ist die Gemeinde vor allem als Wohnort und touristisches Ziel bekannt. Zu den Sehenswürdigkeiten zählen Überreste eines ehemaligen NATO-Sondermunitionslagers, die Ulrichskapelle und bizarre Felsformationen. Die Wirtschaft basiert hauptsächlich auf Tourismus, wobei das Biosphärenhaus und der Baumwipfelpfad bis zu ihrer Schließung 2023 wichtige Attraktionen waren.

## Geographie

### Geographische Lage

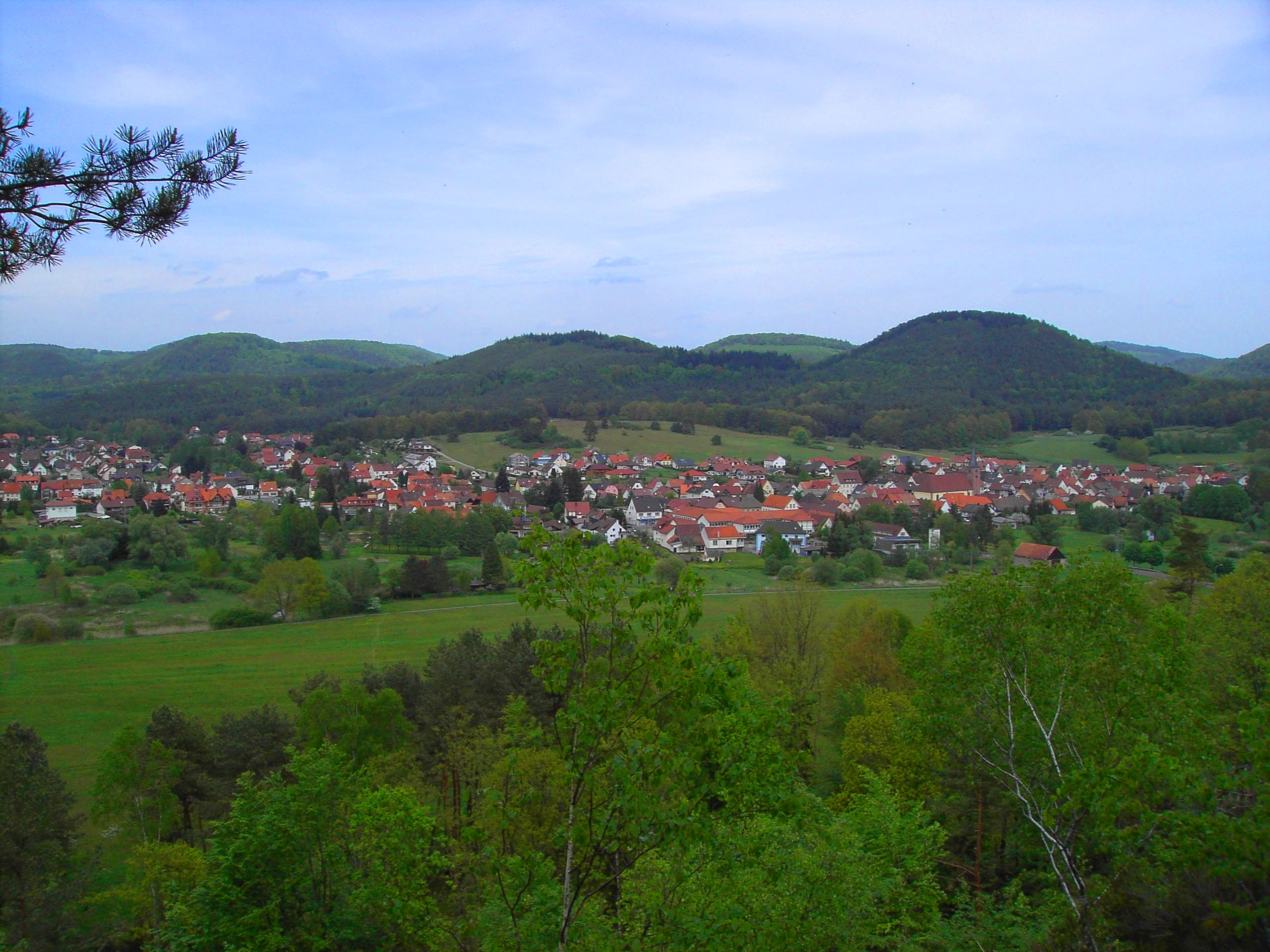
Fischbach bei Dahn

Fischbach liegt im südlichen Pfälzerwald, dem deutschen Teil des Wasgaus, in dessen Teilbereich Stürzelbronn-Schönauer Felsenland, das eine Untereinheit des Dahner Felsenlands bildet. Lediglich der Norden der Gemarkung gehört zur Wasgauer Untereinheit Südwestlicher Pfälzerwald. Nächstgelegene Stadt ist Dahn 8 km (Luftlinie) im Nordosten. Die deutsch-französische Grenze zum Elsass bildet die südliche Ortsgrenze, nächster Straßen-Grenzübergang ist in 6 km Entfernung Hirschthal.
Dem Hauptort Fischbach sind der Ortsteil Petersbächel, der Wohnplatz Wappenschmiede und der zu Petersbächel gehörende Unterpetersbächlerhof angegliedert. Weitere Höfe, darunter der seit dem 12. Jahrhundert bestehende Faunerhof und mehrere im 18. Jahrhundert auf Fischbacher Gemarkung gegründete Höfe wurden im Laufe des 19. Jahrhunderts abgebrochen. Lediglich der 1770 erstmals erwähnte Wolfsägerhof hatte Bestand bis 1957.:368–382
Nachbargemeinden sind – im Uhrzeigersinn – Dahn, Bruchweiler-Bärenbach, Rumbach, Schönau, Niedersteinbach, Obersteinbach, Ludwigswinkel und Lemberg.

### Erhebungen
Die Senke, in der Fischbach liegt, wird eingeschlossen von etwa 400 m hohen Erhebungen. Die höchsten Berge der weiteren Umgebung sind im Nordosten der Große Eyberg (514 m) und im Süden, schon hinter der französischen Grenze, der Maimont (512 m). Die Gipfel beider Berge sind jeweils etwa 4 km vom Ort entfernt jenseits der Gemarkungsgrenze.
Im Norden der Gemarkung unweit der Grenze zu Dahn erstrecken sich der 484,9 m hohe Große Mückenkopf, der den höchsten Punkt innerhalb der Gemeindegemarkung bildet, und südlich von ihm der Nollenkopf (382 m) sowie der Stolzenberg. Weiter südwestlich erhebt sich der 415,6 m hohe Mückenberg. Im Nordwesten liegen der Großebet (387,4 m) sowie der Kleinebet (362,5 m) und ganz im Nordwesten der Dielkopf (413 m). Weiter in Siedlungsnähe liegt der Große Helmersberg (368,5 m) samt seinem Südostsporn, dem Kleinen Helmersberg (315 m). Unmittelbar nordwestlich des Siedlungsgebiets erhebt sich der 344,3 m hohe Große Samsberg.
Im Nordosten der Gemarkung erstrecken sich der 388 m hohe Große Deckenberg und der Kleine Dahlberg; unmittelbar südöstlich schließt sich der 341 m messende Lüderkopf an und direkt an der Grenze zu Rumbach der Große Roßberg (417 m). Weiter westlich erheben sich der Lindenfels (347 m) und die Alte Kupp (277 m). Im Südwesten der Gemarkung befindet sich außerdem der 343 m hohe Lindelskopf und im Süden unweit der Grenze zu Frankreich der Große Florenberg (465 m).

### Gewässer

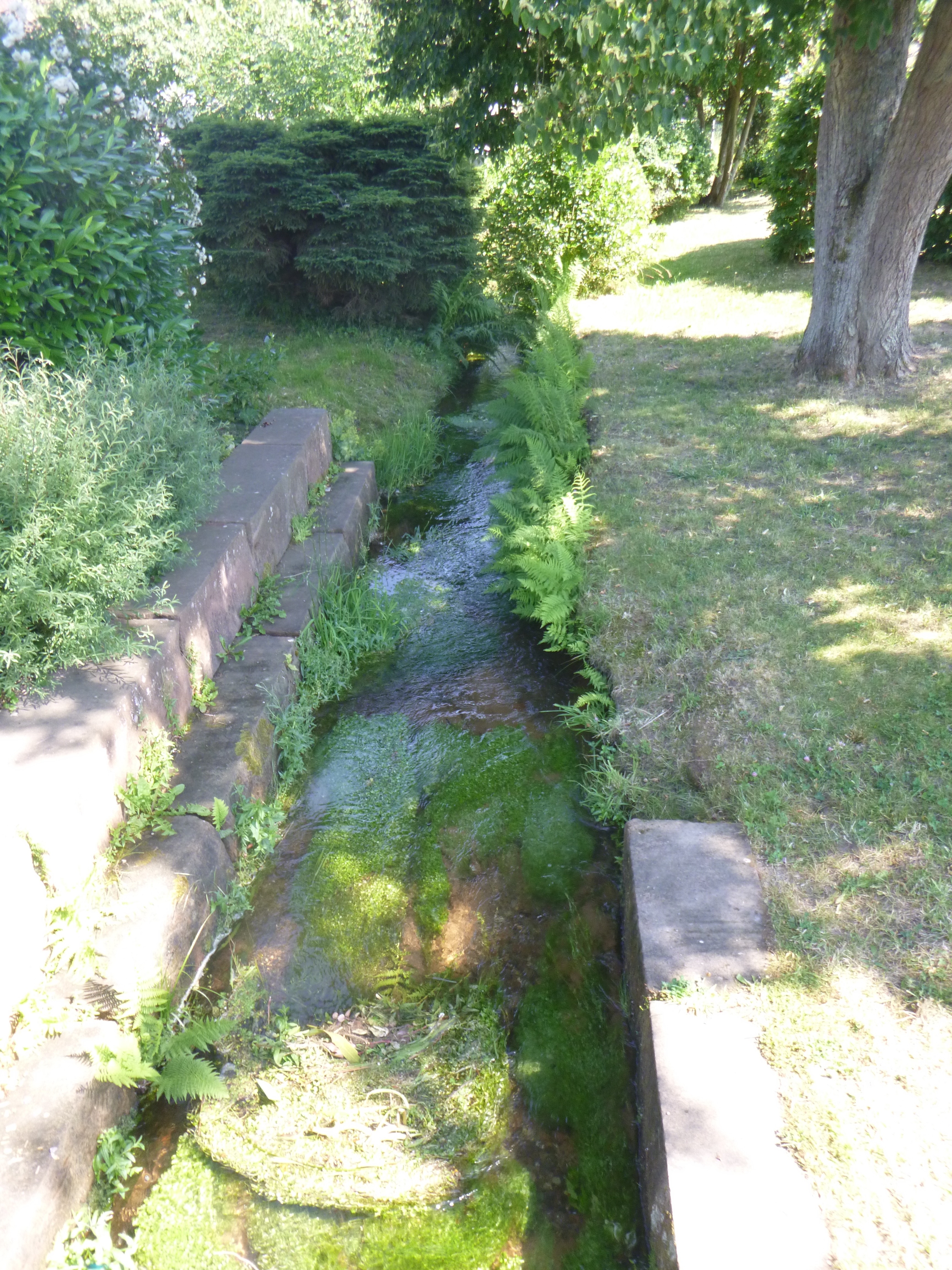
Namensgebender Fluss in der Ortsmitte

Fischbach breitet sich auf 200 m Höhe in einer weitläufigen Talaue des in diesem Bereich in West-Ost-Richtung verlaufenden Saarbachs aus, der wenige Kilometer weiter Deutschland nach Frankreich hin verlässt und im Nachbarland Sauer heißt. Durch das Siedlungsgebiet verläuft der Fischbach, der von links in den Saarbach mündet. Wenig später kommt von rechts das Petersbächel, das nordöstlich des gleichnamigen Fischbacher Ortsteils entspringt. Weiter östlich folgen von links unmittelbar nacheinander der Brunnengraben und der Spießbach. Der Roßbach bildet in seinem Oberlauf teilweise die Gemarkungsgrenze zu Dahn und mündet schließlich in den Spießbach. Unmittelbar an der Gemarkungsgrenze zu Rumbach mündet von links außerdem der Sumpflochgraben.
Der Saarbach und seine Nebenbäche sind an mehreren Stellen zu Woogen aufgestaut, die früher für die Trift von Holz oder als Mühlenteiche dienten. Die Wooge werden mittlerweile als Badeweiher oder Fischteiche genutzt. Im Oberlauf des Spießbachs erstreckt sich der Spießwoog, im Südwesten unweit der Grenze zu Ludwigswinkel der Pfälzerwoog.

## Geschichte

### Mittelalter
Gegründet wurde Fischbach wahrscheinlich im Zuge der Aufsiedelung des Gebirgslandes im Wasgau Ende des 11./Anfang des 12. Jahrhunderts. Erstmals erwähnt wird das Dorf in einer Schenkungsurkunde des Jahres 1196 von Friedrich (Ferry) von Bitsch, Sohn des Herzogs Matthäus I. von Lothringen, an das Kloster Stürzelbronn. Der Ortsname betont den Fischreichtum, den der Saarbach und seine Zuflüsse auch heute noch aufweisen.
Die Herrschaftsverhältnisse im Mittelalter und in der frühen Neuzeit waren aufgrund der Grenzlage zwischen mehreren Herrschaftsgebieten kompliziert.:28–94 Der eigentliche Ort Fischbach, nördlich und östlich des Fischbaches gelegen, gehörte als Lehen des Hochstifts Speyer den Herren von Dahn und deren verschiedenen Zweigen. Als im frühen 14. Jahrhundert eine der Dahner Linien (Burg Grafendahn) ausstarb, gelangte ein Viertel der Dahner Herrschaft an Günther von Landsberg und Wilhelm von Winstein und dann 1329 an die Grafen von Sponheim. Nach mehreren erbschaftsbedingten Herrschaftswechseln (u. a. Sponheim, Zweibrücken-Veldenz, Markgrafschaft Baden, Kurpfalz, von Trott, von Fleckenstein) kam dieses Viertel 1641 an den kurfürstlich-mainzischen geheimen Rat und Freiherrn Gerhard von Waldenburg genannt Schenkern und verblieb bei den Freiherren von Waldenburg genannt Schnenkern bis zur Französischen Revolution.:71 f.
Drei Viertel verblieben bei den Herren von Dahn. Nach deren Aussterben fiel 1603 der weiterhin zur Familie gehörende Teil des Amtes Dahn, zu dem Fischbach gehörte, als heimgefallenes Lehen zurück an den Bischof von Speyer.
Der Bereich südlich und westlich des Fischbaches mit dem Hofgut Faunen des Klosters Stürzelbronn und mit dem im Obersteinbacher Forst gelegenen St. Ulrichsbann gehörte zur lothringischen Herrschaft Bitsch, die durch Verträge in den Jahren 1297 und 1302 als erbliches Mannlehen an die Grafen von Zweibrücken ging. Als Kleinstsiedlung gehörte dieser Teil von Fischbach historisch zu Obersteinbach, das im Amt Lemberg der Grafschaft Zweibrücken-Bitsch lag und dort zur gleichnamigen Amtsschultheißerei Lemberg gehörte.

### Frühe Neuzeit
Nach mehreren Erbteilungen und dem Aussterben des gräflichen Hauses Zweibrücken-Bitsch (Tod von Graf Jakob von Zweibrücken-Bitsch) kam es zu einem langwierigen Erbstreit zwischen Lothringen und der Grafschaft Hanau-Lichtenberg. Das Amt Lemberg ging nach testamentarischer Verfügung an Jakobs Tochter Ludovica Margaretha von Zweibrücken-Bitsch, die mit dem (Erb-)Grafen Philipp (V.) von Hanau-Lichtenberg verheiratet war. Ihr Schwiegervater, Graf Philipp IV. von Hanau-Lichtenberg, gab durch die sofortige Einführung des lutherischen Bekenntnisses dem streng römisch-katholischen Herzog Karl III. von Lothringen Gelegenheit, militärisch zu intervenieren, da dieser die Lehnshoheit über die ebenfalls zum Erbe gehörende Herrschaft Bitsch besaß. Im Juli 1572 besetzten lothringische Truppen die Grafschaft. Da Philipp IV. der lothringischen Übermacht nicht gewachsen war, wählte er den Rechtsweg. Beim anschließenden Prozess vor dem Reichskammergericht konnte sich Lothringen hinsichtlich der Herrschaft Bitsch durchsetzen, das Amt Lemberg dagegen – und somit auch dieser Teil Fischbachs – wurde der Grafschaft Hanau-Lichtenberg zugesprochen.
Schließlich gab es in Fischbach bis weit in das 17. Jahrhundert hinein noch die sogenannten „Königsleute“, die Hörige des nahe gelegenen Amtes Wegelnburg waren. Diesen stand im Dorf „Wasser, Wunne und Weide“ zu, und sie durften Haus, Hof und Feldgüter in Fischbach besitzen. Fron, Zins und Bede kamen jedoch dem jeweiligen Besitzer der Wegelnburg zu.
Im Dreißigjährigen Krieg wurde auch die Gemeinde Fischbach schwer in Mitleidenschaft gezogen und nahezu entvölkert. Hatten hier 1623 noch 25 Familien gewohnt, so waren es am Ende des Kriegs nur noch 7.:117

### 18. Jahrhundert
1736 starb mit Graf Johann Reinhard III. der letzte männliche Vertreter des Hauses Hanau. Aufgrund der Ehe seiner einzigen Tochter, Charlotte (1700–1726), mit dem Erbprinzen Ludwig VIII. (1691–1768) von Hessen-Darmstadt fiel die Grafschaft Hanau-Lichtenberg nach dort.
Im weiteren Verlauf des 17. und im 18. Jahrhundert führten die Expansionskriege Ludwigs XIV. immer wieder zu Verwüstungen. Auch nach dem Ende der Kriegshandlungen dehnte Frankreich, gestützt auf seine militärische Überlegenheit, seinen Einfluss auf die Wasgauregion und damit auch auf Fischbach systematisch aus. Durch sogenannte „lettres patentes“ mussten viele Landesherren Zug um Zug die Oberhoheit der Krone Frankreichs anerkennen, so auch das Hochstift Speyer in 1680 und 1756. Für Fischbach führte dies zu der paradoxen Situation, dass es im Dorf Ende des 18. Jahrhunderts eine hanauische, eine speyerische und eine königlich-französische Zollstätte gab.:122–124
Fischbach war das erste Dorf in Deutschland, das sich der französischen Revolution anschloss und die geltende Feudalordnung beseitigte („Fischbacher Aufstand“, 29. Juli 1789 und Folgetage).:191 ff. Nach wechselhaften Kämpfen im Rahmen des ersten Koalitionskrieges (u. a. Schlacht bei Bundenthal, französisch Combat de la Chapelle Sainte Anne, 12.–14. September 1793) war Fischbach (wie die gesamte Pfalz) fest in der Hand Frankreichs. Formell wurden die linksrheinischen Gebiete durch den Sonderfrieden von Basel mit Preußen am 5. April 1795 und durch die Frieden von Campo Formio 1797 und Lunéville 1801 mit Kaiser und Reich an Frankreich abgetreten.

### 19. Jahrhundert
Von 1798 bis 1814, als die Pfalz Teil der Französischen Republik (bis 1804) und anschließend Teil des Napoleonischen Kaiserreichs war, war Fischbach in den Kanton Dahn eingegliedert und wurde während dieser Zeit zur selbstständigen Gemeinde erhoben. Nach dem Ende der napoleonischen Herrschaft wurde der Ort 1815 Österreich zugeschlagen. Bereits ein Jahr später wechselte die Gemeinde in das Königreich Bayern und war dort Teil der Exklave Rheinkreis. Ab 1818 war der Ort Bestandteil des Landkommissariats Pirmasens, das 1862 in ein Bezirksamt umgewandelt wurde. 1828 wurde der Nachbarort Petersbächel nach Fischbach eingemeindet.

### Seit dem 20. Jahrhundert
1939 wurde Fischbach in den Landkreis Pirmasens (ab 1997 Landkreis Südwestpfalz) eingegliedert. Nach dem Zweiten Weltkrieg wurde die Gemeinde innerhalb der französischen Besatzungszone Teil des damals neu gebildeten Landes Rheinland-Pfalz. Im Zuge der ersten rheinland-pfälzischen Verwaltungsreform wurde Fischbach 1972 der neugeschaffenen Verbandsgemeinde Dahner Felsenland zugeordnet.
Nach dem Ersten Weltkrieg wurde Fischbach erneut zum Grenzort zu Frankreich. Im Zuge der Waffenstillstandsvereinbarungen vom 11. November 1918 und des Versailler Vertrages wurde die Pfalz, wie andere Gebiete ebenfalls, durch französische Truppen besetzt. Bereits am 1. Dezember 1918 rückten französische Truppen in Fischbach ein und Fischbach litt in der Folgezeit sehr unter Einquartierungen und Requisitionen.:252 f. Nach der 1921 erfolgten Errichtung des Camp de Ludwigswinkel wurden auch Teile der Fischbacher Gemarkung für Truppen- und Schießübungen genutzt. Das Camp de Ludwigswinkel wurde 1930 aufgelöst.
Vor dem und im Zweiten Weltkrieg gehörte Fischbach zur Roten Zone. Die Bevölkerung wurde am 1. September 1939 ins Landesinnere (u. a. nach Hersbruck bei Nürnberg, Ernsee bei Gera, Lohr am Main und in die Rhön) evakuiert und konnte erst im Zeitraum Ende August bis 16. Oktober 1940 zurückkehren. Sowohl Fischbach als auch der Ortsteil Petersbächel wiesen schwere Kriegsschäden durch Kampfhandlungen und Plünderungen auf. Im Dezember 1944 machte dann das Heranrücken der Front eine erneute Evakuierung erforderlich, ein großer Teil der Bevölkerung floh in die umliegenden Waldgebiete. Am 19./20. März 1945 wurden acht Gebäude durch Fliegerangriffe zerstört. Um die von deutschen Kräften nur schwach besetzten Westwall-Stellungen im Raum Fischbach tobten im Zeitraum vom 18. bis 22. März 1945 schwere Kämpfe, am 22. März 1945 zogen US-Truppen in Fischbach ein.:264 ff.
In der Zeit des Kalten Krieges errichtete die US Army überwiegend auf Fischbacher Gemarkung das Fischbach Ordnance Depot, auch Fischbach Special Weapons Depot oder Fischbach Army Depot (FAD) genannt. Weitere militärische Einrichtungen waren während des Kalten Krieges auf Fischbacher Gemarkung stationiert, u. a. auf dem Großen Mückenkopf (amerikanisch: Hill 486) der Feuerleitbereich einer Nike-Batterie, der Abschussbereich (Launch Area) befand sich auf dem benachbarten Braunsberg.
Von 1967 bis 1987 existierten Pläne, die vorsahen, auf dem Gebiet der Gemeinde einen See aufzustauen, der den Namen „Wasgausee“ erhalten sollte. Aus Gründen des Naturschutzes wurden diese Bestrebungen Ende der 1980er Jahre endgültig aufgegeben.

## Politik

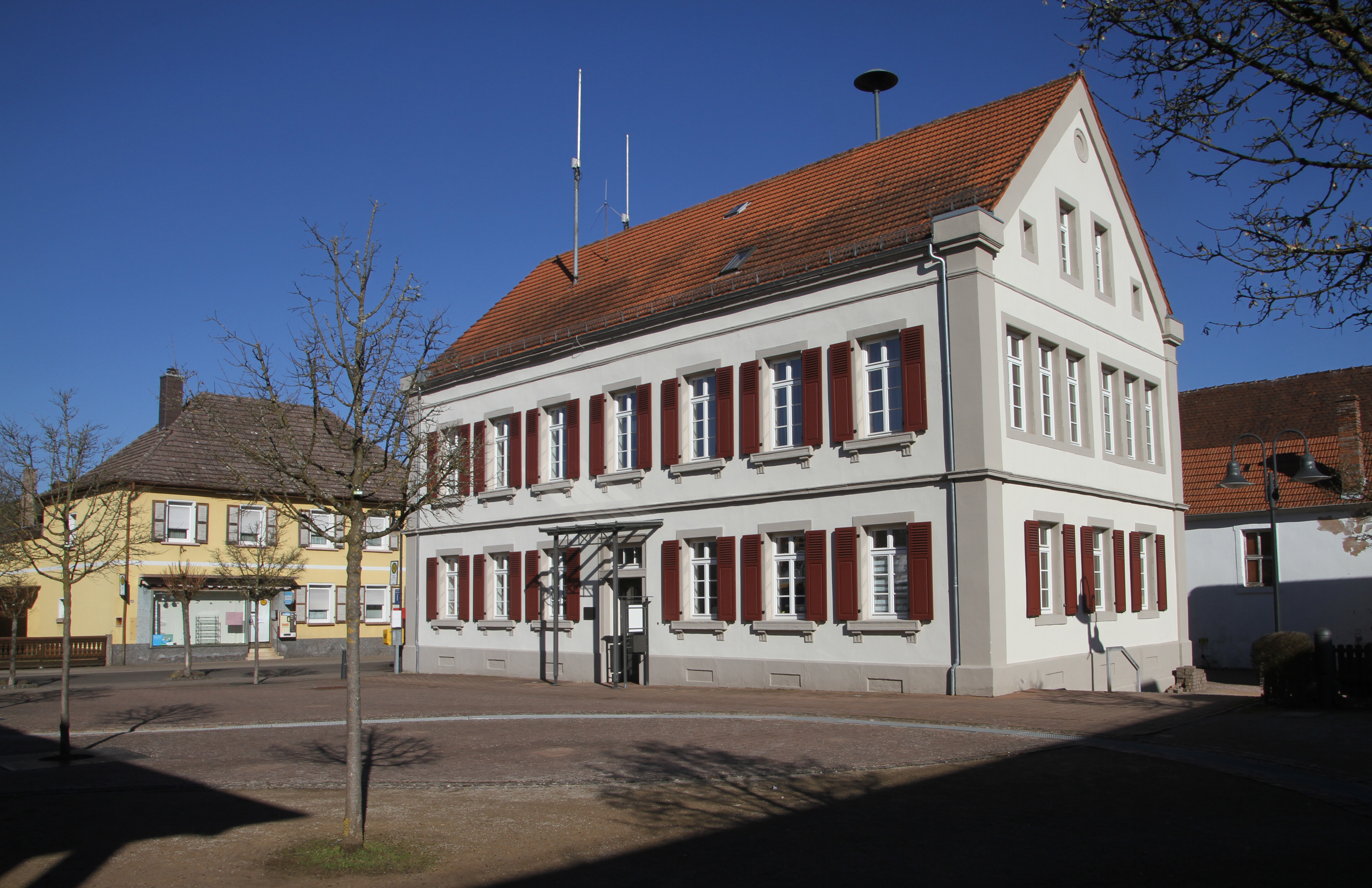
Das Rathaus von Fischbach bei Dahn

### Gemeinderat
Der Gemeinderat in Fischbach besteht aus 16 Ratsmitgliedern, die bei der Kommunalwahl am 9. Juni 2024 in einer Mehrheitswahl gewählt wurden, und dem ehrenamtlichen Ortsbürgermeister als Vorsitzendem.

### Bürgermeister
David Leidner wurde am 9. Dezember 2024 Ortsbürgermeister von Fischbach. Bei der Direktwahl am 24. November 2024 war er als einziger Bewerber mit einem Stimmenanteil von 95,7 % gewählt worden.
Leidners Vorgänger Michael Schreiber (CDU) hatte das Amt seit 2014 ausgeübt. Zuletzt bei der allgemeinen Direktwahl am 9. Juni 2024 war er als einziger Bewerber mit 50,3 % der Stimmen wiedergewählt worden. Ende Juli 2024 legte er sein Ehrenamt als Ortsbürgermeister jedoch nieder, wodurch eine Neuwahl erforderlich wurde. Vor Michael Schreiber hatte Josef Hammer das Amt seit 2002 für zwölf Jahre inne.

### Wappen
| Wappen von Fischbach bei Dahn | Blasonierung: „Von Silber und Blau durch Wellenlinie geteilt, oben ein linkshin gerichteter blauer, unten ein rechtshin gerichteter silberner Fisch.“                 |
| Wappen von Fischbach bei Dahn | Wappenbegründung: Es wurde 1951 vom Mainzer Innenministerium genehmigt und verweist redend auf den Ortsnamen. Die Farben entstammen dem Wappen des Hochstifts Speyer. |

## Religion
1487 wurde vor Ort erstmals eine Pfarrei gebildet.
2012 waren 67,9 % der Einwohner römisch-katholisch und 18,7 % evangelisch. 2024 betrug der Anteil der katholischen Einwohner 54 % und der Anteil der evangelischen Einwohner 16 %. Die übrigen gehörten einer anderen Religion an oder waren konfessionslos.
Die Katholiken gehören zum Bistum Speyer, die Evangelischen zur Protestantischen Landeskirche der Pfalz.

## Sehenswürdigkeiten und Kultur

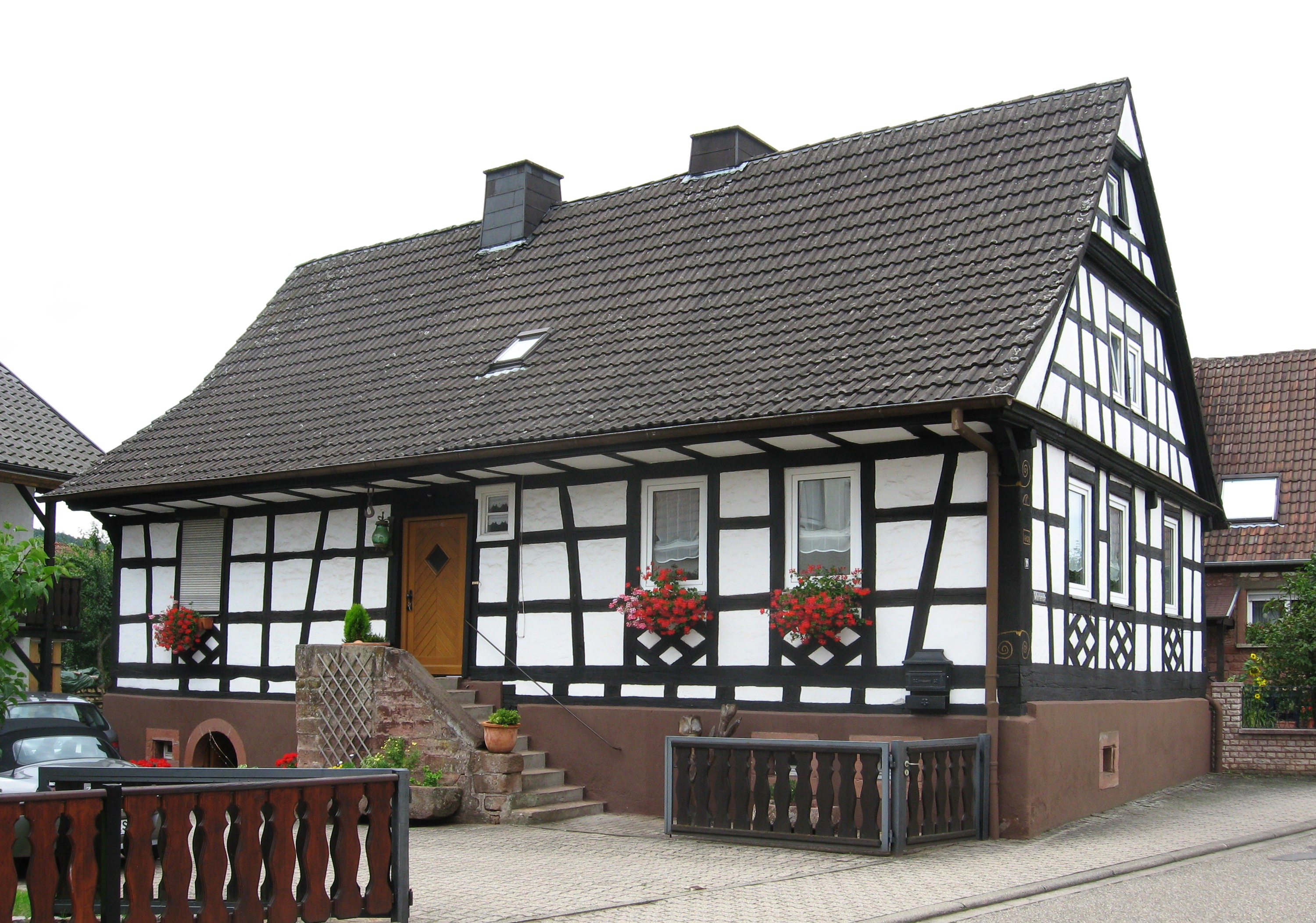
Unter Denkmalschutz stehendes gestelztes Einhaus in Fischbach

### Bauwerke

#### Kulturdenkmäler
Die Überreste der Area I, eines ehemaligen Sondermunitionslagers der NATO aus der Zeit des Kalten Krieges im ehemaligen Fischbach Ordnance Depot, befinden sich mitten im Wald und sind als Denkmalzone ausgewiesen. Sie besteht aus 19 Munitionslagerhäusern (Bunker), zwei betonierten Kampfständen und einem markanten Wachgebäude und gehörte zu den zehn großen Atomwaffendepots in Deutschland. Heute ist dieser Bereich für Besucher über ein entsprechendes Wegenetz zugänglich und wird durch zahlreiche Schautafeln erläutert. Insbesondere im Bereich des Site Security Control Centers sind zahlreiche Vandalismusschäden zu verzeichnen.
Zu den zahlreichen Einzeldenkmälern zählt die aus dem 17. Jahrhundert stammende Ulrichskapelle auf dem Friedhof. Eine Statue aus der ersten Hälfte des 18. Jahrhunderts stellt den Namenspatron der Kapelle dar.

#### Sonstige Bauwerke
Im Südwesten der Gemarkung befinden sich die Überreste der Burg Lindelskopf.

### Natur
Die Gegend weist bizarre Felsformationen aus Buntsandstein auf, die Produkte der Verwitterung sind und der Region den Namen Dahner Felsenland gegeben haben; drei von ihnen sind als Naturdenkmale deklariert. Östlich von Fischbach beginnt das Naturschutzgebiet Königsbruch, das von Waldflächen mit eingelagerten wasserreichen Auen geprägt ist. Weitere Naturschutzgebiete auf der Gemeindegemarkung sind der Pfälzerwoog, das Wolfsägertal und das Faunertal. Im Norden der Gemarkung befindet sich außerdem der Ritterstein 202. Er trägt die Bezeichnung Hier stand der Wolfsaegerhof und verweist auf den Standort eines Hofes, der ab der zweiten Hälfte des 18. Jahrhunderts bis ins 20. Jahrhundert hinein existierte.

## Wirtschaft und Infrastruktur

### Wirtschaft

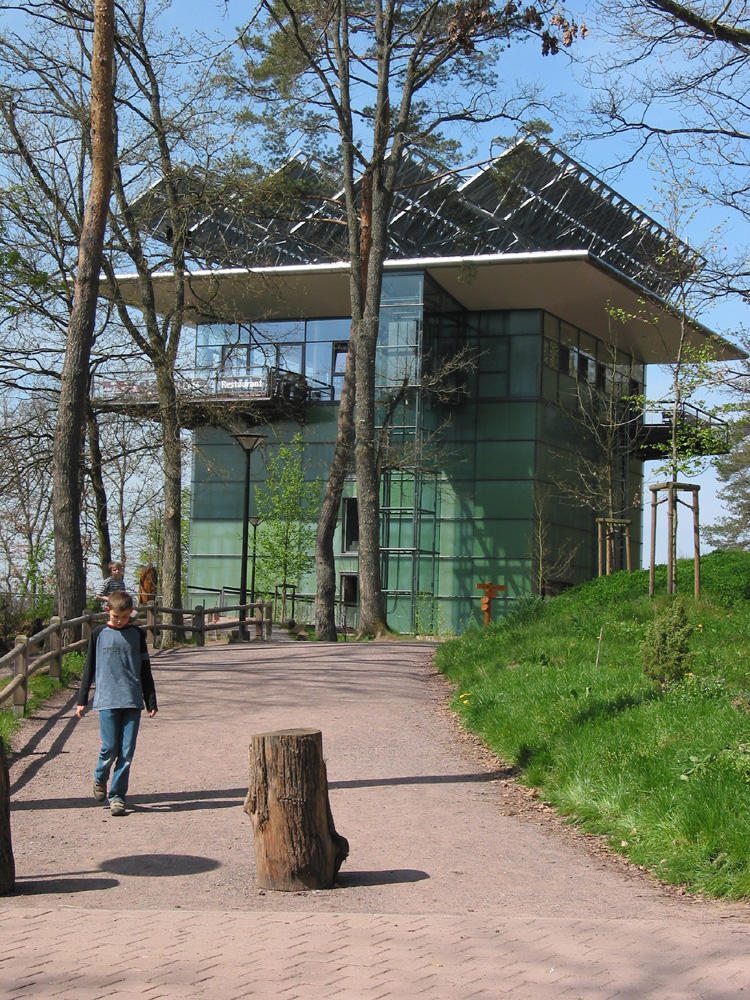
Biosphärenhaus

Fischbach ist fast ausschließlich Wohngemeinde, die daneben auf Tourismus setzt. Die Homepage der Gemeinde weist 33 Anbieter von Ferienwohnungen und Übernachtungszimmern aus.
Die Firma MTR Formen- und Werkzeugbau mbH ist ein branchenweit bekannter Spezialist für verschleißgeschützte Plastifiziereinheiten in der Kunststoffverarbeitung. Weitere Unternehmen haben sich im Gewerbepark nahe beim Ortsteil Petersbächel angesiedelt.
Größter Arbeitgeber war bis zur Schließung das Biosphärenhaus. Zudem gehört die Gemeinde zum Geschäftsgebiet der VR Bank Südliche Weinstraße-Wasgau und der Sparkasse Südwestpfalz.

### Verkehr

#### Straße
Der Ort wird erreicht über die von Hinterweidenthal über Bad Bergzabern nach Kandel verlaufende Bundesstraße 427; von dieser zweigt Landesstraße 487 ab, die über Salzwoog verläuft und am westlichen Gemarkungsrand in die Landesstraße 478 mündet. Letztere verläuft mitten durch das Siedlungsgebiet und führt von der Landesgrenze zum Saarland bei Hornbach bis zur deutsch-französischen Grenze bei Sankt Germanshof. Der Ortsteil Petersbächel ist über die Kreisstraßen 43 und 44 ans Straßennetz angebunden.

#### Schiene
Ein Bahnanschluss bestand ab 1921 in Form der von Bundenthal nach Ludwigswinkel führenden Wasgauwaldbahn, auf der ab 1924 zusätzlich Personenverkehr angeboten wurde. Bereits 1930 wurde der Betrieb eingestellt, die Gleise wurden in der Folge abgebaut.

### Tourismus
Das Biosphärenhaus befindet sich am nordöstlichen Ortsrand und informiert über das Biosphärenreservat Pfälzerwald-Nordvogesen. Es beherbergt unter anderem eine Multimedia-Ausstellung und einen 270 Meter langen und bis 35 Meter hohen Baumwipfelpfad. Seit dem 15. Oktober 2023 ist das Biosphärenhaus geschlossen.
Dem Biosphärenhaus unmittelbar benachbart ist das früher von der Gesellschaft für Naturschutz und Ornithologie Rheinland-Pfalz getragene Naturerlebniszentrum Wappenschmiede, das Übernachtungsmöglichkeiten anbot. Auch die Wappenschmiede ist heute geschlossen, nachdem die Gesellschaft für Naturschutz und Ornithologie Rheinland-Pfalz sich zum 1. Januar 2024 zurückzog und ein kurzes Intermezzo mit der nahe gelegenen Heilsbach gGmbH schon nach wenigen Tagen beendet wurde.
Innerhalb des Siedlungsgebiets des Teilortes Petersbächel befindet sich zudem die 1979 eingeweihte Walthari-Klause, die bis 2010 vom Pfälzerwald-Verein und später privat bewirtschaftet wurde; momentan ist die Klause ebenso geschlossen.
Grund für die Schließungen ist die finanzielle Lage der Gemeinde und die Tatsache, dass es nicht gelungen ist, für die Einrichtungen geeignete Pächter zu finden.
Im Norden der Gemeindegemarkung existiert unweit der Grenze zu Dahn außerdem ein Zeltplatz.
Fischbach liegt an der Deutschen Schuhstraße. Über das Gemeindegebiet führt die Südroute des pfälzischen Abschnitts des historischen Jakobsweges. Zudem liegt der Ort an der Route eines Wanderwegs, der mit einem grün-gelben Balken markiert ist und der von Kirchheimbolanden bis nach Hirschthal verläuft. Ein weiterer ist mit einem gelben Punkt gekennzeichnet und verbindet Fischbach mit dem Kettrichhof, hinzu kommt ein solcher, der mit rot-weißen Balken markiert ist und von Niederwürzbach bis nach Böchingen führt. Zu den sogenannten Saar-Rhein Wanderwegen zählt die mit einem grünen Balken markierte Route von Niederauerbach bis zum Bienwald, die über den Ortsteil Petersbächel verläuft.
Mit der Biosphärentour, dem Hornbach-Fleckenstein-Radweg, der Freundschafts-Tour und der Friedens-Tour führen vier Radwege durch Fischbach. Der Hornbach-Fleckenstein-Radweg führt von Hornbach bis nach Bundenthal und durchquert dabei teilweise französisches Staatsgebiet. Bei den 3 anderen Touren handelt es sich um Rundtouren unterschiedlicher Länge und Schwierigkeit. Friedenstour und Freundschaftstour sind ebenfalls grenzüberschreitend und gehören zur Gruppe der „Hiwwe un Driwwe“-Radwege im Grenzgebiet zwischen Deutschland und Frankreich. Die anderen Wege aus dieser Gruppe (Hiwwe- un Driwwe-Tour und Schmuggler-Tour) sind von Fischbach aus problemlos erreichbar.
In der Nähe des Baumwipfelpfads besteht zudem ein sogenannter Wasser-Erlebnis-Weg, alternativ Biosphären-Erlebnisweg genannt. Die Wasgau Seen Tour ist ein Rundweg, der durch Fischbach und Ludwigswinkel führt. Im Bereich der stillgelegten Area I existiert darüber hinaus ein beschilderter historischer Rundweg mit 13 Stationen, der über das inzwischen zum großen Teil von der Natur zurückeroberten Gelände führt.

## Persönlichkeiten

### Ehrenbürger
- Johannes Wagner, katholischer Pfarrer 1911–1929, Gründer mehrerer christlicher Vereine, Verwalter der kirchlichen Gebäude und Einrichtungen, Ehrenbürger seit 1. August 1926 (erster bekannter Ehrenbürger Fischbachs)[4]:949
- Alois Schmitt (* 2. September 1897; † 30. August 1987), katholischer Pfarrer 1930–1965, besondere Verdienste während der beiden Evakuierungen im Zweiten Weltkrieg, Ehrenbürger seit 23. November 1955[4]:948
- Daniel Theysohn (* 20. Juni 1904; † 30. Juni 1980), Unternehmer, 1971 Gründer der Daniel-Theysohn-Stiftung, im Januar 1973 Bundesverdienstkreuz 1. Klasse, Ehrenbürger seit 18. Juni 1974[4]:952 ff.
- Walter Pfaff (* 5. Januar 1911; † 19. Juli 1999), katholischer Pfarrer 1965–1999, Mitautor der Ortschronik, Maßnahmen zur Verbesserung der kirchlichen Infrastruktur (einschließlich Kindertagesstätte), Ehrenbürger seit 7. Januar 1989[4]:946 f.
- Ruth Theysohn (1913–1997), erste Pfälzische Weinkönigin, Unterstützerin der Region, Ehrenbürgerin seit 29. November 1991[4]:954
- Fritz Ramstetter (1928–2007), katholischer Pfarrer, einer der Namensgeber der Gebrüder-Erich-und-Fritz-Ramstetter-Stiftung zur Förderung der Kirchenmusik
- Dieter Schehl (* 6. Februar 1939; † 18. Dezember 2021), Ortsbürgermeister von 1984 bis 1999, Geschäftsführer der Daniel-Theyson-Stiftung von 1999 bis 2016

### Söhne und Töchter der Gemeinde
- Fred Weinmann (1908–1991), Lehrer, Volkskundler und Heimatforscher

### Weitere Personen
- Günter Barudio (1942–2022), Historiker und Autor, Pfalzpreis für Literatur 1989, wuchs in Fischbach auf.
- Joseph Eduard Konrad Bischoff (1828–1920), Priester und Schriftsteller, lebte in seiner Jugend zeitweise in Fischbach.
- Willy Deutschmann (1880–1960), seit 1912 im Ortsteil Petersbächel lebend, wurde 1983 als „Wasgau-Maler“ (Landschaften, Porträts, Stillleben) „wiederentdeckt“ und ist seitdem international gefragt, allerdings umstritten wegen seiner Zugehörigkeit zur NSDAP und seiner Tätigkeit u. a. als Zellenleiter.[33]
- Martin Hirsch (1913–1992), Jurist und Politiker (SPD), unterzeichnete einen Aufruf zu einer Sitzblockade vor dem vermeintlichen US-Giftgaslager bei Fischbach.
- Manfred Letzelter (* 1940), Sportwissenschaftler und Leichtathlet, verbrachte seine Kindheit und Jugend im Fischbacher Ortsteil Unterpetersbächlerhof.
- Dorothee Sölle (1929–2003), Theologin und Dichterin, nahm Ende der 1960er Jahre an einer Sitzblockade vor dem vermeintlichen US-Giftgaslager bei Fischbach teil.
- Johannes Storck (1829–1914), katholischer Priester, starb in Fischbach.